# Devour (відеогра)
Devour — це кооперативна PvE відеогра жахів, створена розробниками Straight Back Games, у яку можуть грати від 1 до 4 гравців. Гра була випущена у 2021 році, а станом на 2023 рік було випущено ще чотири карти.

## Сеттинґ і сюжет
Дія гри відбувається в тому ж всесвіті, що й комп'ютерна гра 2020 року під назвою The Watchers. Гравці контролюють членів демонічного культу під назвою Сторожі Азазеля, яким стає відомо, що їхній лідер Анна (або інший член культу на інших картах) намагається виховати демона-козла. Виявивши або знаючи, що Азазель заволодів їхнім товаришем, інші учасники, які прибули, намагаються зупинити їх і скасувати або запобігти пошкодженню.

## Ігролад
Основною механікою Devour є знищення десяти тотемів кіз, яєць чи щурів). Для двох оригінальних карт Фермерський будинок (The Farmhouse) і Притулок (The Asylum), а також для п'ятої карти Забійня (The Slaughterhouse) це приймає форму пошуку паливного предмета, а потім знищення ним тотема. Для пізніших карт Корчма (Inn) і Містечко (Town) самі тотеми повинні бути підготовлені в одному місці перед знищенням в іншому, що сповільнює прогрес.
Загрози для гравця виникають у двох формах: основний демон певної карти та зграї менших ворогів. Основний демон рухається по всій карті, перш ніж перейти до погоні за гравцем. У разі успіху гравець буде збитий і буде перетягнутий у випадкове місце на карті (Фермерський будинок і Притулок), перетягнутий у певне місце (Корчма) або вбитий (Містечко та Забійня). У Містечку та Забійеі мертві гравці будуть вигнані в інший вимір, і їм доведеться боротися з меншими демонами, щоб вижити. Як тільки вони вб'ють достатню кількість з них, вони будуть відправлені назад на головну карту. Швидкість переслідування та складність хитання зростають із знищенням тотемів. Менші вороги з'являються на карті випадковим чином. На відміну від основного демона, їм потрібно кілька секунд контакту, щоб збити гравця, і вони можуть бути безпосередньо знищені гравцем. У міру знищення тотемів швидкість відродження значно зростає. У випадку, якщо всі члени групи одночасно збиті, гра програється.
Гравці можуть протистояти збиттю, тікаючи від ворогів або використовуючи УФ-режим ліхтарика, який кожен має. Це обмежений ресурс, що перезаряджається, який знищує менших ворогів і може вразити основного демона. Кількість часу, необхідна для того, щоб зруйнувати основного демона, з часом збільшується.
Навколо кожної карти є додаткові предмети. До них входять ключі для відкриття карти, причому деякі кімнати недоступні, доки не буде знищено один або кілька тотемів. Він також включає аптечки для реанімації збитих членів групи та акумулятори як додаткове джерело ультрафіолетового випромінювання.

## Розробка
Devour була створена Джо Фендером і Люком Феннінгом, двома розробниками інді-ігрової студії Straight Back Games як їхня друга гра. Спочатку була випущена 28 січня 2021 року разом з єдиною картою Фермерський будинок (The Farmhouse). Було випущено чотири додаткові безкоштовні карти, починаючи з Притулку (The Asylum) на тему щурів 21 квітня 2021 року.

## Сприйняття
Сприйняття гри було загалом позитивним, з особливою увагою до її жахливої атмосфери, хорошої вартості та позитивних рефералів на Phasmophobia, до якої увійшли в ранній доступ за чотири місяці до випуску Devour. GamesRadar+ схвалив його як «дуже стресовий, стрімкий, відверто страшний досвід».